# Браћа Карамазови
Браћа Карамазови (рус. Братья Карамазовы) је последњи роман Фјодора Михајловича Достојевског, који је писао скоро две године 1879−1880. Роман је објављиван у низу наставака у часопису „Руски вјесник“ (рус. Русскій Вѣстникъ) све до новембра 1880. године.
Књига Браћа Карамазови је страствени филозофски роман који истражује хришћанску етику, слободу воље, отуђеност, супарништво, морал. То је духовна драма о моралним дилемама у вези са вером, о сумњи и модерној Русији. Од њеног објављивања, књига је призната широм света. Мислиоци попут Зигмунда Фројда, Алберта Ајнштајна, Лудвига Витгенштајна, Мартина Хајдегера и папе Бенедикта XVI су сматрали ово дело као врхунско достигнуће у књижевности.

## Четири радње романа

### Први ток радње
Први ток радње у роману Браћа Карамазови може се покрити појмом „карамазовштина“. То је специфична пишчева визија двострукости људске личности, човекове подвојености на свесни и подсвесни део бића. Појам карамазовштине је, у ствари, појам подвојене личности, присутан код свих ликова у роману. Трагичност човековог бића потиче од људске немоћи да превлада стихијски, нагонски део своје природе. Ова подвојеност у основи је и сталних, наизглед и немотивисаних сукоба међу људима. На тој основи је Достојевски у овом роману изградио читав систем конфликтних линија које могу имати своје чисте токове, али се и међусобно сећи. Кад је у стању високе афективности, у старом Карамазову се буди интензивно осећање очинства. Он је тада разнежен отац, сузно болећив према својој деци, чијег се детињства и не сећа. Али то је тренутно; трајна је његова мржња према синовима у којима види само супарнике у својим неприличним љубавима. Сличне унутрашње конституције су и његови синови Иван и Дмитриј, као и ванбрачни син, Смердјаков. Али, „карамазовштина“ је ширег значења, није дакле специфичност једне генетички оптерећене породице. Трагична двострукост је у природи обе Дмитријеве љубави, и Катарине Ивановне и Грушењке, али и у природи низа споредних ликова. Сукоби између Дмитрија и оца, Ивана и оца, Катарине и Дмитрија, Дмитрија и Ивана, Катарине и Грушењке, а сваки од ових сукоба је читава прича за себе, мотивисани су искључиво многоструком подвојеношћу у природи ових јунака.
"Карамазовштина“ је повукла све ликове. Свако од њих носи свој крст и своју несрећу. Иван је отишао у лудило, Митја је невин осуђен, стари Карамазов је убијен, Смердјаков је извршио самоубиство, а Аљошина несрећа је, у ствари, то што је остао сведок трагедије која је задесила његову породицу.
Веома важна чињеница код тумачења појма „карамазовштине“ јесте недостатак мајке. Управо се због тог недостатка, који се осећао, „карамазовштина“ толико и развила. Али, да су Митја, Иван, Аљоша и Смердјаков одрасли уз мајку, онда то не би били Карамазови.

### Други ток радње
Друга прича, најобимнија по простору који заузима у роману, јесте психолошко-криминалистичка. Њу чини прича о убиству старог Карамазова, истрага о почињеном злочину и суђење Дмитрију Карамазову, кога је суд прогласио оцеубицом и осудио на прогонство у Сибир (то је једна од најстрашнијих казни у Русији). Ова радња је вођена тако да има све особине правих криминалистичких романа са сложеним заплетом, али без класичног епилога према коме правда мора да тријумфује. Наиме, суд је, и поред пажљиве истраге, ипак осудио недужног Дмитрија. Достојевски је са великом инвентивношћу градио сложене карамазовске односе и интриге учинивши на тај начин и суд немоћним пред загонетношћу људске природе. Тако се са криминалистичке приче прелази у област психоанализе, што је и утицало да роман уврстимо у жанр психолошког романа. Тиме је већ остварено преплитање два тематска слоја романа.
У овом делу романа, Достојевски критикује нове, савремене судове које је сматрао лошијим од старих. Његова критика се огледа у осуди невиног човека на најстрожу казну, изгнанство у Сибир. Митја Карамазов јесте имао мотив, шансу и средство, али није починио злочин.
Овај слој романа се завршава доношењем пресуде невином човеку, међутим шта се даље десило, не знамо. Писац је на нама оставио да размишљамо да ли је Митја поступио као Раскољников и отишао у Сибир или је побегао у Америку.

### Трећи ток радње
Трећи ток романа је идеолошког и религиозно-филозофског карактера. У његовој су основи два на први поглед међусобно опречна виђења судбине човека и његове будућности. Једно виђење јесте специфични социјализам Ивана Карамазова, у чијој је основи занимљива парабола о Великом Инквизитору, док је друго садржано у религиозно-филозофском трактату старог монаха Зосиме и његовог наследника Аљоше Карамазова.

Иван Карамазов је најкомплекснија личност романа. Њега не можемо свести на једноставну основу као Аљошу и Митју. Он је једини лик у делу кога можемо назвати филозофом и мислиоцем у правом смислу те речи, јер једини поседује толику интелигенцију и зрелост да се може упустити у филозофске теме и расправе. Наспрам филозофије старца Зосиме стоји филозофија Ивана Карамазова. Ове две филозофије се паралелно развијају, у истој равни и за обе можемо рећи да су у праву. Иван Карамазов, иако на први утисак, није атеиста. Он верује у Бога, само не прихвата свет какав је створио и сматра да је „улазница“ у тај свет прескупа. По Ивану, људи чине добре ствари из страха од казне која им следи и да сваки човек носи маску пред осталим светом. Сматра да човека треба волети све док не скине ту маску и открије нам своје право лице. Тачније, Иван сматра да је љубав краткотрајна и да треба волети у одређеном моменту или одређено време. Са друге стране, старац Зосима сматра да човек треба волети цео живот, а не само један моменат. Старац Зосима верује у љубав, као човеково најјаче оружје и у људску доброту. 
Љубав је учитељица, али је треба умети стећи, јер се она тешко стиче, скупо се плаћа, дугим радом и на дуги рок, јер треба волети не у једном случајном тренутку, већ цео живот.
Старац Зосима такође указује на велики значај детињства за човека, што уочавамо у томе да роман почиње и завршава са детињством. На почетку романа имамо опис детињства Митје, Ивана и Аљоше, а на крају дела имамо опет децу и трагичну судбину малог Иљуше.

### Четврти ток радње
Четврти, релативно независан ток романа је мелодрамско-хуманистички. Он је садржан у причи о судбини породице капетана Сњегирјова. Ова прича даје роману виднију социјалну обојеност. Овај слој романа, односно причу о породици Сњегирјов можемо повезати са причом о породици Мармеладов у роману Злочин и казна. Сњегирјови су сиромашна породица која је материјално сиромашна, али не и духовно, за разлику од Карамазових. Кроз ову причу Достојевски је провукао мотив „малог човека“, који је обрађивао кроз цело стваралаштво. Сњегирјови су само симбол несрећног положаја руског сиромаха у тадашњем друштву. Достојевски их више обрађује на психолошком, него на социјалном плану. Не описује толико њихов сам материјални положај колико показује њихов страх од горег и патњу. Капетан „гута кнедлу“ због Митјине увреде и прелази преко тога, јер је свестан да против имућног човека какав је био Митја Карамазов, нема шансе. За њега је све увреда, па чак и жеља Катарине Ивановне и Аљоше да помогну. Капетану не треба милостиња, јер тиме он испада неспособан да брине о породици.
Креирајући лик малог Иљуше, Достојевски је показао колики се бол и мржња могу створити у тако маленом и неиживљеном бићу какав је био Иљуша. Дете је схватило положај оца и стао је у његову одбрану, без трунке страха и стида. Писац је показао како некад мала створења могу бити велики људи. Овим је Достојевски и потврдио речи старца Зосиме Тешко ономе ко увреди децу.

## Синопсис

#### Прва књига: Лепа мала породица
Отварање романа представља породицу Карамазов и повезује причу о њиховој далекој и ближој прошлости. Пописани су детаљи о два брака Фјодора Павловича, као и његова равнодушност према васпитању његово троје деце. Наратор такође утврђује веома различите личности тројице браће и околности које су довеле до њиховог повратка у очев град. Прва књига се завршава описивањем мистериозне источно-православне традиције монаха. Аљоша се посветио монаху у локалном манастиру.

#### Књига друга: Непримерено окупљање
Књига друга започиње док породица Карамазов стиже у манастир, тако да монах Зосима може да делује као посредник између Димитрија и његовог оца у њиховом спору око наследства. Очева идеја је, очигледно у шали, била да се састанак одржи на тако светом месту у присуству чувеног монаха. Намерно увредљиво и провокативно понашање Фјодора Павловича уништава сваку шансу за помирење, а састанак резултира само појачаном мржњом и скандалом. Ова књига садржи и сцену у којој старешина Зосима теши жену која оплакује смрт свог трогодишњег сина. Туга сиромашне жене паралелна је са трагедијом самог Достојевског због губитка његовог младог сина Аљоше.

#### Књига трећа: Сензуалисти
Трећа књига пружа више детаља о љубавном троуглу између Фјодора Павловича, његовог сина Димитрија и Грушењке. Димитриј се сакрива у близини очеве куће да види да ли ће Грушењка стићи. Његова личност се истражује у дугом разговору са Аљошом. Касније те вечери, Димитриј упада у очеву кућу и напада га; док одлази прети да ће се вратити и убити. Ова књига такође представља Смердјакова и његово порекло, као и причу о његовој мајци Лизавети. На крају ове књиге, Аљоша је сведок Грушењкиног понижавања Димитријеве веренице Катерине Ивановне.

#### Књига четврта: Раздеротине/сојеви
Овај одељак представља споредну причу која ће се детаљније појавити касније у роману. Почиње са Аљошом посматрајући групу школараца који бацају камење на једног од својих болесних вршњака по имену Иљуша. Када Аљоша опомене дечаке и покуша да помогне, Иљуша угризе Аљошин прст. Касније се сазнаје да је Иљушиног оца, бившег капетана особља по имену Сњегирјов, напао Димитриј, извукавши га за браду из бара. Аљоша убрзо сазнаје за даље потешкоће присутне у домаћинству Сњегирјова и нуди бившем капетану новац као извињење за свог брата и да помогне болесној жени и деци Сњегирјова. Након што је у почетку са радошћу прихватио новац, Сњегириов га је бацио на земљу и згазио у блато, пре него што је потрчао назад у свој дом.

#### Књига пета: Про и контра
Овде Иван Карамазов брани и заговара рационалистичку и нихилистичку идеологију која је у овом тренутку прожимала Русију док се у ресторану састајао са својим братом Аљошом. У поглављу насловљеном „Побуна“, Иван објављује да одбацује свет који је Бог створио јер је изграђен на темељима патње. У можда најпознатијем поглављу романа „Велики инквизитор“, Иван приповеда Аљоши своју замишљену песму која описује сусрет вође шпанске инквизиције и Исуса који се вратио на Земљу. Опозиција између разума и вере драматизована је и симболизована у снажном монологу Великог инквизитора који га је, наредивши хапшење Исусово, ноћу посетио у затвору.
Зашто си сада дошао да нам сметаш? Јер Ти си дошао да нас ометаш, а Ти то знаш ... Не радимо с Тобом, већ с њим [Сатаном] ... Узели смо му оно што си с презиром одбацио, тај последњи дар који ти је понудио, показујући Ти сва царства на земљи. Узели смо му Рим и мач Цезара и прогласили се јединим владарима земље ... Тријумфоваћемо и бићемо цезари, а затим ћемо планирати универзалну човекову срећу.
Велики инквизитор оптужује Исуса да је човечанству нанео „терет“ слободне воље. На крају дугих расправа Великог Инквизитора, Исус нечујно корача напред и пољуби старца у усне. Инквизитор, запањен и дирнут, каже му да никада више не сме тамо доћи и пушта га напоље. Аљоша, чувши причу, прилази Ивану и нежно га љуби у усне. Виче Иван од усхићења. Браћа се растају узајамном наклоношћу и поштовањем.

#### Књига шеста: Руски монах
Шеста књига говори о животу и историји монаха Зосиме док лежи на самрти у својој ћелији. Зосима објашњава да је веру нашао у својој побуњеној младости, након неопростивог поступка према свом поузданом слуги, следствено одлуци да се замонаши. Зосима проповеда да људи морају опраштати другима признајући сопствене грехе и кривицу пред другима. Објашњава да ниједан грех није изолован, чинећи свакога одговорним за грехе свог ближњег. Зосима представља филозофију која одговара на Иванову, која је у претходној књизи оспорила Божје створење.

#### Књига седма: Аљоша
Књига почиње одмах након Зосимине смрти. У граду и манастиру је уобичајена перцепција да су истинска света мушка тела неискварена, тј. да не подлежу труљењу. Дакле, очекивање у вези са монахом Зосимом је да се његово покојно тело неће распасти. Стога представља велики шок што Зосимино тело не само да пропада, већ започиње процес готово одмах након његове смрти. Првог дана мирис је већ неподношљив. За многе ово доводи у питање њихово претходно поштовање и дивљење према Зосими. Аљоша је посебно сломљен због сумње на Зосимино име због ничег више од оштећења његовог мртвог тела. Један од Аљошиних пратилаца у манастиру - Ракитин - користи Аљошину рањивост да би организовао састанак између њега и Грушењке. Међутим, уместо да се Аљоша поквари, он од Грушењке стиче нову веру и наду, док Грушењкин узнемирени ум својим путем утиче на пут духовног искупљења: они постају блиски пријатељи. Књига се завршава духовним препородом Аљоше док грли и љуби земљу изван манастира (одјекујући, можда, последњи Зосимин земаљски чин пре његове смрти) и грчевито плаче. Обновљен, враћа се у свет, како је наложио његов старешина.

#### Књига осма: Митја
Овај одељак се првенствено бави Димитријевом дивљом и избезумљеном потрагом за новцем у сврху бежања са Грушењком. Димитриј дугује новац својој вереници Катерини Ивановни и верује да је он лопов ако не пронађе новац да јој врати пре него што крене у потрагу за Грушењком. Димитриј прилази доброчинитељу Грушењке, Самсонову, који га шаље у суседни град на измишљено обећање о пословном договору. Све време док је Димитриј скамењен, јер Грушењка може да оде код његовог оца и уда се за њега због његовог богатства и раскошних обећања. Када се Димитриј врати из неуспелог договора у суседном граду, он спроводи Грушењку до куће њеног доброчинитеља, али касније открива да га је преварила и рано отишла. Бесан трчи у очев дом са месинганим тучком у руци и шпијунира га с прозора. Из џепа вади тучак. У акцији долази до дисконтинуитета, а Димитриј изненада бежи са очевог имања. Слуга Грегори покушава да га заустави вичући „Парицид!“, Али Димитриј га удара тучком у главу. Димитриј, мислећи да је убио старца, покушава марамицом да припази на рану, али одустаје и бежи.
Димитрија следећи пут виде омамљеног на улици, обливеног крвљу, са гомилом новца у руци. Убрзо сазнаје да се бивши Грушењкин вереник вратио и одвео у дом близу места где је Димитриј управо био. Сазнавши то, Димитри утовари колица пуна хране и вина и плаћа огромну суму да се коначно суочи са Грушењком, намеравајући све време да се убије у зору. „Први и прави љубавник“ је харски Пољак који вара у игри карата. Када се открије његова обмана, он побегне, а Грушењка убрзо открије Димитрију да је заиста заљубљена у њега. Забава се наставља и управо док Димитриј и Грушенка планирају да се венчају, полиција улази у ложу и обавештава Димитрија да је ухапшен због убиства свог оца.

#### Девета књига: прелиминарна истрага
Девета књига представља детаље убиства Фјодора Павловича и описује саслушање Димитрија, који енергично одржава своју невиност. Наводни мотив злочина је пљачка. Знало се да је Димитриј раније те вечери био потпуно сиромашан, али је изненада виђен са хиљадама рубаља убрзо након убиства свог оца. У међувремену је нестало три хиљаде рубаља које је Фјодор Павлович издвојио за Грушењку. Димитриј објашњава да је новац који је потрошио те вечери произашао из три хиљаде рубаља које му је Катерина Ивановна дала да пошаље својој сестри. Пола тога је потрошио при првом сусрету са Грушењком - једном пијаном оргијом - а остало је сашио у крпу, намеравајући да је врати Катерини Ивановној. Истражитељи у ово нису уверени. Сви докази упућују на Димитрија; једина друга особа у кући у тренутку убиства, осим Грегорија и његове супруге, био је Смердјаков, који је био онеспособљен због епилептичног напада који је претрпео дан раније. Као резултат огромних доказа против њега, Димитриј је формално оптужен за убиство и одведен у затвор на чекање суђења.

#### Десета књига: Дечаци
Дечаци настављају причу о школарцима и Иљуши на коју се последњи пут односи у Четвртој књизи. Књига започиње представљањем дечака Коље Красоткина. Коља је сјајан дечак који свој атеизам, социјализам и своја уверења проглашава идејама Европе. Достојевски користи Кољина веровања, посебно у разговору са Аљошом, како би сатирирао своје западњачке критичаре стављајући њихове речи и веровања у уста младог дечака који заправо не разуме о чему говори. Кољи је досадио живот и непрестано мучи мајку излажући себе опасности. Као део зафрканције, Коља лежи између железничких пруга док воз пролази и постаје легенда за подвиг. Сви остали дечаци се угледају на Кољу, посебно Иљуша. Откако је наратив оставио Иљушу у Четвртој књизи, његова болест се прогресивно погоршавала и лекар је изјавио да се неће опоравити. Коља и Иљуша су се посвађали због Иљушиног малтретирања локалног пса: Иљуша му је дао хлеб у који је ставио ексере, по налогу Смердјакова. Али захваљујући Аљошиној интервенцији, остали школарци су се постепено помирили са Иљушом, а Коља им се ускоро придружио поред кревета. Овде се Коља први пут сусреће са Аљошом и почиње да преиспитује своја нихилистичка уверења.

#### Књига једанаеста: Брат Иван Фјодорович
Књига једанаеста бележи утицај Ивана Фјодоровича на људе око њега и његово лудило. У овој књизи, Иван се три пута састаје са Смердјаковом, очајнички настојећи да разреши загонетку убиства и да ли су Смердјаков, а самим тим и он сам, имали икакве везе с тим. На последњем састанку Смердјаков признаје да је лажно сведочио, убио Фјодора Павловича и украо новац који је поклонио Ивану. Смердјаков изражава неверицу у Иваново исповедано незнање и изненађење. Смердјаков тврди да је Иван био саучесник у убиству рекавши Смердјакову када ће напустити кућу Фјодора Павловича, и што је још важније усађивањем Смердјакова у веру да је у свету без Бога „све дозвољено“. Књига се завршава тако што Иван има халуцинацију у којој га посећује ђаво, који га мучи персонификујући и карикирајући његове мисли и идеје. Аљоша проналази Ивана како бунца и обавештава га да се Смердјаков обесио убрзо након њиховог последњег састанка, очигледно утучен јер није успео да задиви Иваново дивљење својим нихилистичким чином. Време самоубиства Смердјакова значи да не може бити саслушан због убиства, цементирајући Димитријеву кривицу.

#### Књига дванаеста: Судска грешка
Ова књига детаљно описује суђење Димитрију Карамазову за убиство његовог оца. Драму суднице оштро сатира Достојевски. Мушкарци у гомили су представљени као огорчени и злобни, а жене као ирационално привучене романтизмом Димитријевог љубавног троугла са Катерином и Грушењком. Иваново лудило га обузима и он бива изнесен из суднице након што је препричао свој последњи састанак са Смердјаковом и претходно поменуто признање. Прекретница у суђењу је Катеринино сведочење против Димитрија. Осећајући се кривом за Иванову болест, за коју верује да је резултат претпостављене љубави према Димитрију, она у пијаном стању пише писмо у којем је рекао да ће убити оца. Одељак се завршава дугим и страственим завршним речима тужиоца и браниоца и пресудом да је Димитриј крив.

#### Тринаеста књига: Браћа Карамазови
Завршни одељак започиње расправом о плану развијеном за Димитријево бекство од казне од двадесет година тешког рада у Сибиру. План никада није у потпуности описан, али чини се да укључује Ивана и Катерину који подмићују неке стражаре. Аљоша опрезно одобрава, јер осећа да Димитриј није емоционално спреман да се подвргне тако строгој казни, да је невин и да ниједан стражар или официр не би одговарао због помагања у бекству. Димитриј и Грушењка планирају да побегну у Америку и тамо неколико година обрађују земљу, а затим се врате у Русију под америчким именима, јер не могу да замисле живот без Русије. Димитриј моли Катерину да га посети у болници, где се опоравља од болести, пре него што треба да буде одведен. Када то учини, Димитриј се извињава због тога што ју је повредио; она се пак извињава због изношења импликативног писма током суђења. Пристају да се воле један тренутак и кажу да ће се волети заувек, иако обоје сада воле друге људе. Роман се завршава на Иљушиној сахрани, где Иљушини школски пријатељи слушају Аљошин „Говор крај камена“. Аљоша обећава да ће се сетити Коље, Иљуше и свих дечака и држати их у срцу, иако ће морати да их напусти и можда их више неће видети док не прође много година. Преклиње их да се воле и да се увек сећају Иљуше и да његово сећање буде живо у њиховим срцима и да се сете овог тренутка код камена када су сви били заједно и сви су се волели. Затим Аљоша препричава хришћанско обећање да ће се сви ујединити једног дана после Васкрсења. Дванаест дечака у сузама обећавају Аљоши да ће једни друге заувек задржати у сећању. Спајају се за руке и враћају се у домаћинство Сњегирјов на погребну вечеру, скандирајући „Ура за Карамазова!“

## Карамазовски типови и њихови антиподи
Под „карамазовским“ типом човека подразумева се она врста људи који су, под теретом мрачних нагона у себи, склони злочинима. Подстицаји оваквом понашању садржани су у самој људској природи, у њеној несавршености, мада и одређене трауматске озледе психолошке природе, особито ако су доживљене у раном детињству, могу имати снагу мотивације. Тако се у човеку мрачни нагони његове природе могу јавити у различитим видовима: као патолошко сладострашће и анимална помама за чулним уживањима, као притајена мржња, као нагон за уништењем и самоуништењем, као скривено зло, затим страх, па осећање греха и кривице итд. У овом роману такви нагони одређују поступке старог Карамазова и његових синова Дмитрија, Ивана и Смердјакова, затим Катарине Ивановне и Груше, и читавог низа споредних ликова романа. Све су то карамазовци, без обзира што нису сви из породице Карамазових.
Да појам карамазовштине има шире значење и да писац њиме исказује и своју суморну визију човекове природе, указује не само одређено понашање негативних јунака романа него и експлицитна разматрања о карамазовштини и карамазовцима. На пример, када Иван разговара са Аљошом о томе зашто човеку не треба дати слободу, он уз израз „сурови људи“ - као општу ознаку за човека, додаје још три негативне одредбе: страсни, крвожедни, карамазовци. Израз „карамазовци“ овде није синоним за „страсни и крвожедни“, него је у систему градације нешто што је, у негативном смислу, јаче од претходне две одредбе. Према томе, израз „карамазовски“ стоји као ознака неке врсте недовољности, поремећености човекове природе.

У Ивановој параболи о Великом Инквизитору има једно место које је у мисаоној вези са појмом карамазовштине. У овој причи јављају се, лицем у лице, Велики Инквизитор и Исус Христос, па Инквизитор каже Христосу следеће: 
... Кунем ти се, човек је створен слабији и нижи него што си ти то о њему мислио!... Човек је слаб и низак.
 И Дмитриј Карамазов који је типичан карамазовац слично мисли: 
широк је човек, треба га сузити.
 Тако се Иван и Дмитриј приближавају у гледиштима. Мржња а не љубав, несклад а не хармонија, ниске побуде а не алтруизам – то су природнија стања човека карамазовског типа.
Најмрачнијег човека карамазовског типа, Достојевски је отелотворио у Фјодору Карамазову. У овом анималном чудовишту сасвим су утрнули и родитељски нагон и осећање човечности. У њему је веома јак нагон деструкције и аутодеструкције који се манифестује као дивља пожуда за скандалима, иако му они доносе чак и физички бол. Тумачећи ову црту карамазовљеве природе, Достојевски каже како су се дешавали неки „виши случајеви, врло фини и заплетени, када Фјодор Павлович сам не би био кадар објаснити ону необичну потребу поузданог и блиског човека“, баш у тренуцима кад би смишљајући скандале, изазвао људе да буду према њему сурови и да га туку. Али тада би, уз физички бол, „осетио некакав духовни страх и морални потрес, који се, такорећи, скоро физички одражавао у његовој души“. Чим се нађе у друштву, међу синовима, међу пословним сарадницима, у манастиру међу монасима, Карамазов осети како га из дубине његовог мрачног бића нека нејасна сила подстиче да, правећи скандале, изазива средину против себе и тиме себи наноси бол.
Уз нагон деструкције и аутодеструкције у Карамазову су приметне још две скоро патолошке црте: сладострасност и безобзирност. Његове женидбе имају скоро искључиво анималне карактеристике, а тако се односио и према својим женама. Он се, на пример, једва сећао своје друге жене, Иванове и Аљошине мајке; чак је потпуно заборавио где је она сахрањена. Како је заборављао своје жене, тако је заборављао и родитељску пажњу и децу коју је изродио са тим женама. А кад су се његови синови, сад већ зрели људи, обрели поново у његовој средини, он је у њима видео само супарнике у својим неприличним љубавима. Меру патолошке сладострасности Фјодора Карамазова најпотпуније одређује његов однос према идиоткињи Лизавети са којом је добио ванбрачног сина Смердјакова.
Најстарији син Фјодоров, Дмитриј Карамазов, представник је особеног вида карамазовштине, и као такав веома је значајан за поруку романа. Дмитриј је, као и отац, сладострасник, али његово сладострашће нема карактеристике анималности, нити је зло као скривена сила у његовом бићу апсолутно доминантно. Двострукост Дмитријеве природе је у томе што је он способан и за злочин и за великодушност. У њему су подједнако изразите силе и добра и зла. Он је тип човека у коме су подједнако снажне и љубав и мржња. Уза све то, Митја је изразито импулсивна природа. У њему се свака од ових црта ове његове природе испољава веома еруптивно, мада има и стања луцидне смирености. Зато је Дмитриј често и строг и објективан самоаналитичар.

## Порука романа
Порука романа Браћа Карамазови је најспорнији елеменат у сложеној структури овог необичног дела. О тој страни романа су, за једно столеће његовог уметничког живота, изречени најразличитији судови. Хришћански оријентисани мислиоци и критичари имали су два сасвим опречна става према Достојевском и његовом роману Браћа Карамазови. Једни су величали Достојевског као хришћанског мислиоца, други су га проглашавали противником Христовог учења и атеистом. И прогресивно оријентисани мислиоци и критичари се разликују у тумачењу овог романа Достојевског. Тако је, на пример, истакнути аустријски књижевник и филозоф Штефан Цвајг рекао да то „давно није више литература, већ као неки тајанствени почеци, пророчка предсказивања и пророчанства једног мита о новом човеку“. Међутим, наш филозоф сматра да је порука овог романа „потпуно и беспоговорно суморна“.
Оволике разлике у оцени поруке романа Браћа Карамазови потичу искључиво од његове стварне антонимичности. Наиме, роман је са филозофског гледишта рађен на принципу тезе и антитезе и то тако да су обе тезе развијене са толико аргументације да и једна и друга страна могу бити у праву. У роману постоје две филозофије: једну приповеда Иван Карамазов, другу монах Зосима. И једна и друга се развијају у такозваној истој равни. Сем тога, обе филозофије имају подједнак број слабих места.
Зосима будућност човека види у братству изграђеном на вери у Бога и Христово учење. Са вером у Бога и свешћу о греху и кривици, опредељујући се за очишћење кроз патњу, човек може да у цркви – држави оствари своју срећу ако се буде одрекао сопствености и ако у себи, и кад је богаташ, види слугу свога слуге. Такво учење у роману заступа и Аљоша. Истинитост овог учења требало је да се потврди на мистичан начин. Очекивало се да тело светог старца после његове смрти неће заударати. Међутим, десило се обрнуто. Као и сваки живи организам када престану његове виталне функције, тако је и тело старог монаха почело да се распада. То се узима као знак који доводи у питање целокупну Зосимину филозофију. Други негативан елеменат у читавом комплексу значења Зосимине тезе јесте уметничка и животна неуверљивост баш оних ликова који су у роману протагонисти теистичке хришћанске филозофије – Зосиме и Аљоше. Опште је мишљење већине критичара да позитивни ликови у овом роману нису успели, да Аљоша и Зосима немају ни трунке животне уверљивости. Из тога се, по правилу, изводи закључак да писац не стоји иза тих својих јунака, те да у ономе што они казују и не треба тражити поруку романа. Сем тога, чињеница да је Достојевски стварно замислио и трећу књигу романа „Браћа Карамазови“, у којој би Аљоша требало да сасвим напусти учење свог учитеља, као да даје право оним критичарима који у Зосиминој филозофији на траже став писца, нити у Зосиминим ставовима поруку романа.

Насупрот религиозној филозофији монаха Зосиме стоји атеистичка филозофија револуционара Ивана Карамазова. По Ивановом схватању, које излаже Инквизитор, Христ је погрешно проценио човекове могућности. 
Бреме слободе сувише је тешко за човекова нејака плећа. Људи нису на висини духовних подвига и зато Инквизитор узима на себе да поправи Христову грешку и да им обезбеди оно што једино одговара њиховој породици-срећу добро нахрањеног стада.
 Друга слабост хришћанске филозофије је у учењу о патњи, у коме Иван налази дубоку контрадикцију. Ако је патња у природном стању ствари, онда чему тежња да се човек ослободи ње. Ако Бог не укида патњу, онда значи да ни он не жели „да се промени ток света“. На тај начин долази се до најтемељније критике хришћанског учења: ако је патња услов слободе човекове, пут ка Христу, онда је зло вечно. Зато Иван тражи друге путеве људској срећи. Ако је човек слаб и због своје природе не може да се, слободан, приближи Христу, онда треба његову срећу тражити у таквој организацији која почива на принципу стада. У том случају, пак, човеку, разумљиво, није потребна ни вера ни тежња да се узвиси до Христа; човек има само један живот, и то овај на земљи, и стога треба да га проживи у складу са својом природом. А природу човека означио је Инквизитор: човек није зао, он је само слаб, и у томе је разлике између Иванове и Инквизиторове оцене човека.
За разлику од Зосимине филозофије, чији носиоци нису дати као особито уверљиви ликови, Иванова и Инквизиторова филозофија заговара велики број веома сугестивних ликова. Међу њима је најмногозначнији свакако Дмитриј Карамазов. Он је привидно, у односу на две поменуте филозофије, неутралан лик. Али пошто у хијерархији књижевних ликова у роману заузима доминантно место, већина критичара сматра да је порука романа баш у ономе што он као слика људске природе јесте. У роману „Дмитријев лик у сваком погледу чини самостално, динамичко језгро, из кога привидно и неусиљено проистиче одређена књижевна радња. Дмитрије најпотпуније одговара и Инквизиторовој визији човека. Он није зао, он је слаб и у тој слабости подједнако способан и за злочин и за великодушност. Замишљен као припрост, али и изразито страсна природа, он је способан и за велико добро и за велико зло, али и једно и друго само на тренутак“. Што није постао злочинац, то је само што као убица не би могао да добије овакво место у поруци романа.
Тај исти (методолошки) разлог приморао је Достојевског да Дмитрију не дозволи да се „очисти кроз патњу“, иако је Дмитрије често помишљао, свеједно што није починио злочин, како би се евентуалним страдањем очистио од некаквог зла у себи. Очишћење кроз патњу, према хришћанској етици, обавеза је сваког човека, пошто се на свет долази са грехом и кривицом. Међутим, иако је у почетку прихватио пресуду о прогонству у Сибир, Дмитрије се коначно опредељује за бекство у Америку.
Па ипак, коначна порука романа, мада је у оркестрацији мноштва мотивација суморан тон доста изражен, не искључује сваку наду за човека. Ако човек може да буде и добар и зао, значи да може да буде и само добар. Такву мисао казују свакако она места у роману која говоре о значају успомена из човековог детињства за каснији човеков морални развој. Није случајно што роман почиње описом детињства младих Карамазових и што о значају успомена из детињства говори и старац Зосима, а млади Аљоша баш на крају романа. Као што се Инквизиторова и Иванова филозофија не могу у целини приписати аутору нити уважити као поруку романа у свим детаљима, тако се ни Зосимина филозофија не може одбацити без остатка.
Иванов филозофски став, изражен у Легенди, да је „човек слаб и подао“, а на том ставу је грађен добар део његове визије човекове сутрашњице, у основи је произвољан и без одговарајуће уметничке илустрације. Јер кад би то било тачно, у људској историји не би било ниједног подвига. Међутим, „Иванова мисао о човековој жеђи за јединством света у суштини значи тежњу сваке идеје ка универзалности. Доиста, у историји људској велика мисао није се могла задовољити делимичном победом, већ је хтела да овлада целим светом видећи у томе најубедљивији доказ своје истинитости и сврхе. По свим овим компонентама Легенда превазилази оквире теме о којој је дијалог започет и говори одређене истине о човеку и историји“.

## Личности

#### Фјодор Павлович Карамазов
Фјодор Павлович, 55-годишњи „спужвар“, отац је три сина - Дмитрија, Ивана и Алексеја - из два брака. Прича се да он има ванбрачног сина Павела Фјодоровича Смердјакова, којег је запослио као свог слугу. Фјодор Павлович се не интересује ни за једног од својих синова, који су као резултат тога одгајани један од другог и од оца. Однос Фјодора и његових одраслих синова покреће већи део радње у роману.

#### Димитриј Фјодорович Карамазов
Димитриј Фјодорович (звани Митја, Митка, Митенка, Митри) је најстарији син Фјодора Карамазова и једини син из његовог првог брака, са Аделаидом Ивановном Миусов. Димитриј се сматра сензуалистом, попут свог оца, и редовно се упушта у ноћи испијања шампањца и било које забаве и стимулације коју новац може купити. Димитриј се доводи у контакт са породицом када се нађе у потреби за наследством, за које верује да му отац ускраћује. Био је верен са Катерином Ивановном, али то се прекида након што се заљубио у Грушењку. Димитријев однос са оцем најгори је од браће, ескалирајући до насиља кад се он и његов отац почињу борити око његовог наследства и Грушењке. Док одржава везу с Иваном, најближи је млађем брату Аљоши, називајући га својим „херувимом“.

#### Иван Фјодорович Карамазов
Иван Фјодорович (звани Вања, Вањка, Вањечка) је 24-годишњи средњи син, и први из другог брака Фјодора Павловича. Иван је смркнут и изолован, али и интелектуално бриљантан. Узнемиравају га неизрецива суровост и бесмислена патња у свету. У поглављу „Побуна“, он каже Аљоши: „Није Бог оно што ја не прихватам, Аљоша, само што му ја с поштовањем враћам карту“. Иванов однос с оцем и браћом у почетку је прилично површан. Сматра да је његов отац одбојан и да нема позитивну наклоност према Димитрију. Иако не воли Алексеја, чини се да ни он нема дубоку наклоност према њему. Иван се заљубљује у Катерину Ивановну, која је била верена за Димитрија, али она је и даље равнодушна. Фјодор Павлович каже Аљоши да се Ивана плаши више него Димитрија. Неки од најупечатљивијих и најцењенијих одломака романа укључују Ивана, укључујући поглавље „Побуна“, његову „песму“ „Велики инквизитор“ непосредно после три разговора са Смердјаковом и његову ноћну мору где је сањао ђавола.

#### Алексеј Фјодорович Карамазов
Алексеј Фјодорович Карамазов (звани Аљоша, Аљошка, Аљошенка) има 20 година и најмлађи је од браће Карамазов, најмлађе дете од друге супруге Карамазова, а самим тим и пуноправног брата Ивана. Наратор га у уводном поглављу идентификује као јунака романа, као и аутора у предговору. Описан је као изузетно симпатичан. На почетку догађаја, Аљоша је искушеник у локалном руском православном манастиру. Његова вера је у супротности са атеизмом његовог брата Ивана. Његов старешина, отац Зосима, шаље га у свет, где се укључује у гнусне послове своје породице. У секундарној радњи, Аљоша се спријатељио са групом школских дечака, чија судбина додаје наду у закључак романа.

#### Павел Фјодорович Смердјаков
Павел Фјодорович Смердјаков је син „Смрдљиве Лизавете“, неме жене са улице која је умрла на порођају. Његово име, Смердјаков, значи „син смрдљивог“. Прича се да је ванбрачни син Фјодора Павловича. Одгојили су га поуздани слуга Фјодора Павловича, Григориј Васиљевич Кутузов и његова супруга Марфа. Показује се да је у детињству био интелектуално прерастао, јер је учествовао у отвореној и често непристојној дискусији са Григоријем, својим некадашњим учитељем, о природи и постојању Бога, што је довело до међусобне несклоности између њих двоје. Смердјаков постаје део домаћинства Карамазов као слуга, радећи као лакеј и кувар Фјодора Павловича. Он је мрзовољан, охол, смркнут и пати од епилепсије. Приповедач примећује да је Смердјаков као дете сакупљао мачке луталице како би их обесио и сахранио. Генерално, Смердјаков се диви Ивану и дели његов атеизам. Упркос својој очигледној оштроумности, остали ликови га у великој мери погрешно сматрају заосталим.

#### Аграфена Александровна Светлова- Грушењка
Аграфена Александровна Светлова (звана Грушењка, Груша, Грушка), лепа је и ватрена 22-годишњакиња са необичним шармом за мушкарце. У младости ју је пољски официр изнудио, а потом је дошла под заштиту тиранског бедника. Епизода оставља Грушенку са нагоном за независношћу и контролом свог живота. Грушењка изазива потпуно дивљење и пожуду и код Фјодора и код Дмитрија Карамазова. Њихово ривалство за њену наклоност један је од најштетнијих фактора у њиховој вези. Грушењка настоји да мучи и исмева Димитрија и Фјодора као забаву, начин да нанесе другима бол. Међутим, као резултат њеног растућег пријатељства са Аљошом, она почиње корачати путем духовног искупљења и појављују се скривени квалитети благости и великодушности, иако су њена ватрена нарав и понос увек присутни.

#### Катерина Ивановна
Катерина Ивановна (звана Катја, Катка, Катенка) је Димитријева лепа вереница, упркос отвореним налетима са Грушењком. Њена веридба са Димитријем углавном је поносна на обе стране, Димитриј је спасио оца због дуга. Катерина је изузетно поносна и настоји да се понаша као племенита мученица, патећи као оштар подсетник на кривицу свих. Због тога не може да се понаша према Ивану с љубављу и непрестано ствара моралне баријере између њега и себе. На крају романа, она започиње право и искрено духовно искупљење, као што се види у епилогу, када тражи од Митје и Грушењке да јој опросте.

#### Отац Зосима
Отац Зосима је старешина и духовни саветник у градском манастиру и Аљошин учитељ. Он је нека врста славе међу грађанима због својих цењених пророчких и исцелитељских способности. Његов духовни статус изазива дивљење и љубомору код његових монаха. Зосима побија Иванове атеистичке аргументе и помаже у објашњавању Аљошиног карактера. Зосимина учења обликују начин на који се Аљоша обрачунава са младићима које упознаје у Иљушиној причи.
Лик оца Зосиме донекле је инспирисан ликом светог Тихона Задонског.

#### Иљуша
Иљуша један је од локалних школараца и централна фигура пресудне завере у роману. Његов отац, осиромашени је официр којег Димитриј вређа након што га је Фјодор Павлович унајмио да му прети због дугова, а због тога је породица Сњегирјов бива осрамоћена. Читалац се наводи да верује да се делимично због тога Иљуша разболи, вероватно да илуструје тему да чак и ситни поступци могу у великој мери да дотакну животе других и да смо „сви одговорни једни за друге“.

## Цитати
- "Ако нема Бога - све је дозвољено "
- "Али неки пут је збиља часније одати се неком заносу, па макар и неразумном, али који је ипак произашао из велике љубави - него му се никако не одазвати."
- "Али необичност и чудаштво пре наносе штету него што дају право на пажњу, поготово када сви теже да обједине појединости и нађу било какав општи смисао у свеопштем бесмислу."
- "Без поузданог сазнања због чега живи, човек неће пристати да живи и пре ће уништити себе него што ће остати на земљи, па макар око њега били све сами хлебови." (Књига пета, Велики инквизитор)
- "Браћо, не бојте се греха људског, волите човека и у греху његовом."
- "Брате, ја сам у себи за ова два последња месеца новог човека осетио, васкрсао је у мени нови човек! Био је затворен у мени, али се никада не би јавио да не беше овог грома! Страшно! И шта ме се тиче што ћу у рудницима двадесет година будаком руду копати. Ништа се ја тога не бојим; друго је сад мени страшно: да ми не измакне, да не оде од мене тај васкрсли човек!"
- "Човече, не горди се над животињама: оне су безгрешне, а ти, са својом величином, прљаш земљу својом појавом на њој и за собом остављаш свој прљави траг-авај, скоро сваки од нас!"
- "Данас се скоро сви даровити људи страшно боје да не буду смешни, и услед тога су несретни."
- "Ево, можда, јединог човека на свету који, ако га одједном оставите без новаца на тргу непознатог града са милион становника, уопште неће пропасти, нити умрети од глади и хладноће, зато што ће га одмах нахранити, одмах збринути, а ако га не збрину, он ће се одмах сам снаћи, и то за њега неће представљати никакав напор, нити понижење, а оном ко га је прихватио никакав терет, већ можда, напротив, задовољство."
- "Ја мислим, ако ђаво не постоји, већ га је, према томе, створио човек, онда га је створио по својој слици и прилици." (Књига пета, Буна)
- "Ја се не одричем Бога, већ свет који је он створио не примам..."
- "Ја имам намеру да што дуже поживим на свету... И у пороку своме хоћу да до краја живим, то да знате. У пороку је слађе: сви га грде, а сви потајно у њему уживају."
- "Јер жена - то ти је, брате...ђаво би га знао шта је!"
- "Красан је твој Бог ако га је човек створио по својој слици и прилици." (Књига пета, Буна)
- "Љубав је таква непроцењива вредност за коју можеш купити цео свијет и искупити не само своје грехове већ и туђе."
- "Људи су сасвим престали налазити потребу да сами себе осуђују. Не будите, дакле, као сви други."
- "Људи живе разједињени и њихове духовне снаге су паралисане мржњом и борбом; треба уништити мржњу међу државама, народима, класама, неопходно је остварити бескласно друштво... И тада ће уједињено човечанство моћи да испуни свој велики позив ."
- "Морам ти признати (...) никада нисам могао схватити како је могуће волети своје ближње. Управо је ближње, по мом мишљењу, немогуће волети, већ можда само далеке (...) Апстрактно се још и може волети ближњи, па чак понекад и издалека, али изблиза готово никад." (Књига пета, Буна)
- "Најзад, ја нећу да се мати загрли са мучитељем, који је наредио да пси растргну њеног сина! Она не сме да му опрости! Ако хоће, нека му опрости за себе, нека опрости мучитељу неизмерну своју материнску патњу. Али страдање свог растргнутог детета она нема права да опрости, и не сме да опрости мучитељу, када би му чак и само дете опростило! А кад је тако, ако они не смеју да опросте, где је ту хармонија. Постоји ли у целом свијету биће које би могло и имало право да опрости?" (Књига пета, Буна)
- "Наравно, у сваком човеку се крије звер, звер гнева, звер страсне распаљености од вриске мучене жртве, необуздана звер пуштена са ланаца, звер болести стечених у разврату, болесне јетре и осталог."
- "Неког ти је згодније имати међу непријатељима, него међу пријатељима."
- "Онај ко лаже самог себе, пре свега, не може се увредити."
- "Прави реалиста, ако је атеиста, увек ће наћи у себи снаге и способности да не поверује у чудо, а ако се пред њим чудо појави као неоспорна чињеница, он ће пре поверовати својим осећањима него што ће допустити могућност те чињенице. А ако га буде сматрао могућим, сматраће га природном појавом, која му само до сада није била позната."
- "Слобода, слободни ум и наука завешће их у такве прашуме и довести пред таква чуда и нерешиве тајне да ће једни од њих, непокорни и свирепи, уништити сами себе, други - непокорни, али слаби, уништаваће једни друге, а трећи, који остану, слаби и несретни, допузаће до наших ногу и завапиће: Да, ви сте били у праву, једино сте ви знали његову тајну, и ми се враћамо вама, спасите нас од нас самих." (Књига пета, Велики инквизитор)
- "Слушај: ако сви морају да пате да би патњом платили вечну хармонију, шта ће ту деца, реци ми молим те? Сасвим је несхватљиво зашто су и она морала да пате и зашто да страдањем плаћају хармонију? (...) А и прескупо су оценили ту хармонију, уопште није за наш џеп да толико плаћамо за улаз. И зато журим да своју улазницу вратим." (Књига пета, Буна)
- "Сваки је човек пред свима и за све крив."
- "Шта уму изгледа срамота, срцу је права лепота..."
- "Ви сте као сви, то јест, као многи; али не треба бити такав као што су сви"
- "Заиста, понекад се говори о 'зверској' суровости човека, а то је страшно неправедно и увредљиво за звери: звер никада не може бити тако свирепа као човек, тако виртуозно, тако уметнички свирепа."
- "Заљубити се не значи волети, заљубити се може и мрзећи..."
- "Зашто си дошао да нам сметаш?" (Књига пета, В, Велики инквизитор)
- "Живот је рај, и сви смо ми у рају, али ми то нећемо да знамо; а кад бисмо хтели да знамо, одмах би сутра на целом свету настао рај."